# طواف سويسرا 1992
طواف سويسرا 1992 (بالإنجليزية: 1992 Tour de Suisse)‏  هو سباق دراجات هوائية، وهو الموسم رقم 56 من السباق، وأقيم خلال الفترة 17 يونيو 1992، وحتى 26 يونيو 1992، وهو من نوع سباق المرحلة.
فاز فيه بالمركز الأول جورجيو فورلان، وبالمركز الثاني جياني بونيو، وبالمركز الثالث Fabian Jeker ‏، والفائز في ترتيب التسلق  جورجيو فورلان، والفائز حسب ترتيب النقاط Roberto Pagnin ‏.

## الفائزون
| الترتيب    | الفائز          |
| ---------- | --------------- |
| الفائز     | جورجيو فورلان   |
| الثاني     | جياني بونيو     |
| الثالث     | Fabian Jeker ‏   |
| حسب النقاط | جورجيو فورلان   |
| تسلق الجبل | Roberto Pagnin ‏ |